# Откройте, полиция! 3
«Откройте, полиция 3!» (также «Суперпродажные») — французская кинокомедия.

## Сюжет
Прошло 10 лет. И пути главных героев разошлись. Франсуа остаётся в полиции, а Рене вынужден жить на катере и выходить в город только вынужденно, поскольку за ним неустанно следят люди, которым он задолжал. Но однажды его жизнь резко меняется. Чтобы сделать ставку на скачках, он идёт просить в долг у своего знакомого китайца. Китаец, он же владелец ресторана, просит Рене спрятать сумку с деньгами, поскольку его хотели ограбить. Рене получает сумку с деньгами и уже собирается уходить по канализационной системе. Но неожиданно приезжает полиция. Франсуа сразу узнаёт своего «учителя», но Рене с простреленной рукой всё же удирает.
Сумка с деньгами пропадает в канализационном стоке.
Через некоторое время он сталкивается с другом-китайцем на улице при очень странных обстоятельствах. Ему ничего не остаётся делать, как вести друга на то самое место, где и пропала сумка. Придя, он запирает китайца и выкладывает ему всё как есть, но китайца это не интересует, ему нужны его деньги. В Рене снова стреляют, и на этот раз он уже приходит к своему знакомому доктору. Доктор, полагая, что у Рене есть миллион, соглашается помочь, инсценировать смерть и дать Рене поддельное удостоверение личности бандита Жана Марзини. У Рене появляется дочь, а также знакомые в бандитских кругах. Рене ввязывается в эти истории ради того, чтобы вернуть деньги китайцу и начать новую жизнь.

## В ролях
| Актёр            | Роль               |
| ---------------- | ------------------ |
| Филипп Нуаре     | Рене Буарон        |
| Тьерри Лермитт   | Франсуа Лебюш      |
| Лоран Дойч       | Жюльен             |
| Хлое Флипо       | Мари Морзини       |
| Бидо, Жан-Люк    | Жан-Люк Бидо Блоре |
| Лоренс Бокколини | мадам Мо           |
| Бернадетт Лафон  | Кармен             |

## Съёмочная группа
- Режиссёр: Клод Зиди
- Оператор: Жан-Жак Тарб
- Сценарий: Клод Зиди, Дидье Каминка
- Монтажёр: Николь Сонье
- Композитор: Франсис Лэй
- Художник: Франсуаз Де Ле